# Eichsfeldlied
Das Eichsfeldlied ist die Regionalhymne des Eichsfeldes.
Der Text des Liedes stammt von Hermann Iseke, einem bekannten Eichsfelder Heimatdichter. Die Hymne wurde zuerst im „Eichsfelder Marienkalender 1901“ unter dem Titel „Eichsfelder Sang“ abgedruckt, zusammen mit einem weiteren Lied. Gesungen werden sollte es nach der Melodie des Studentenliedes „O alte Burschenherrlichkeit“. Die heute gesungene Melodie stammt allerdings vom Heiligenstädter Lehrer und Komponisten Karl Wisniewski und wurde 1902 komponiert.
Das Eichsfeldlied wird bei vielen privaten, öffentlichen und auch kirchlichen Anlässen gesungen und hat daher eine starke identitätsstiftende Funktion für die Eichsfelder. Diese Bedeutung wurde durch die Erfahrung eines im Zuge der deutschen Teilung getrennten Eichsfeldes noch gestärkt, sowie durch die Schwierigkeiten der mehrheitlich katholischen Eichsfelder in der DDR, ihre regionale Identität in einem historisch protestantischen, zu der Zeit atheistischen und zentralistischen Staat zu bewahren.

## Erstveröffentlichung

### Hintergründe

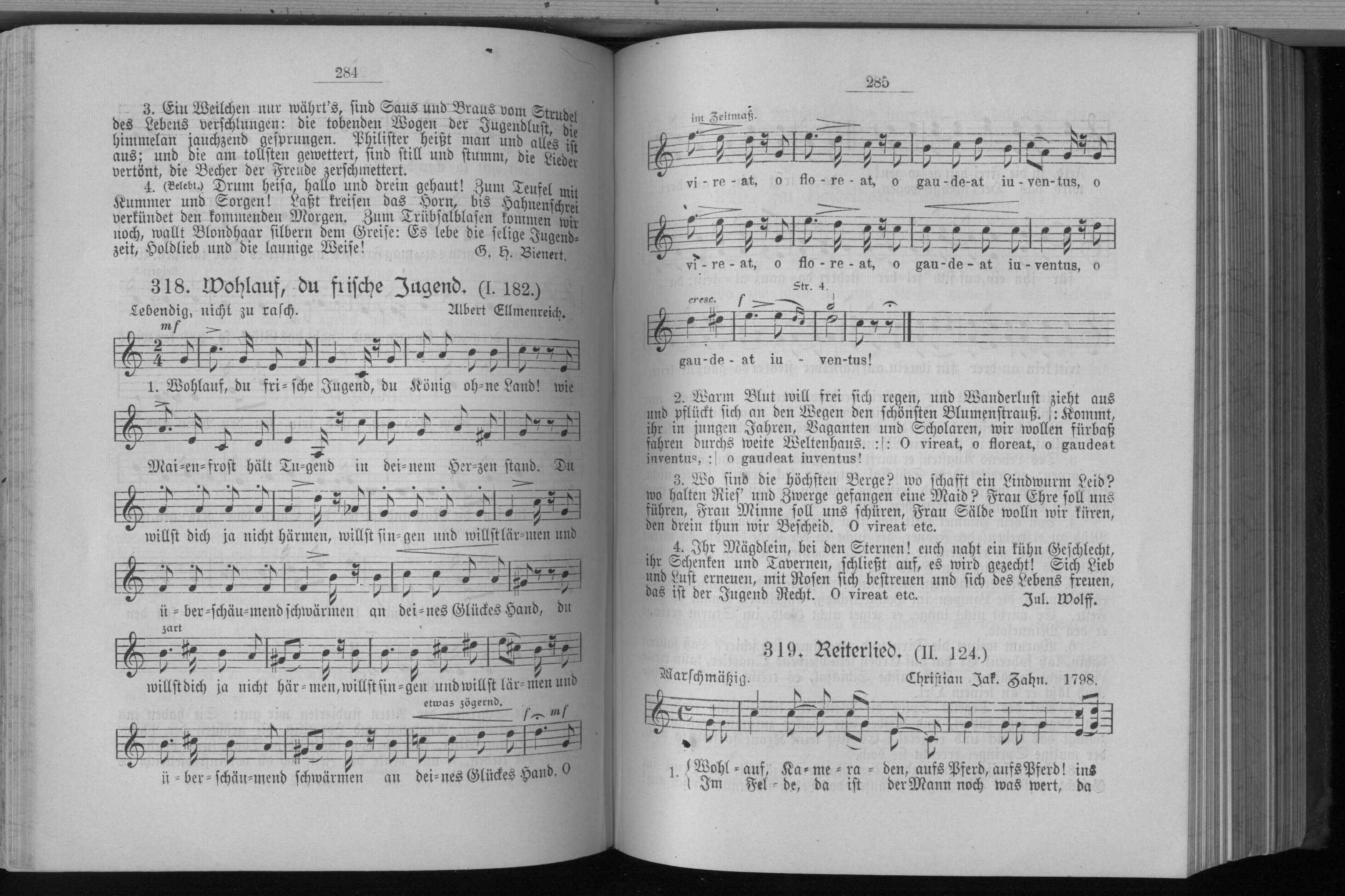
Der Anfang des Liedes „Wohlauf, Kameraden, aufs Pferd“ im Allgemeinen Deutschen Kommersbuch (um 1900)

Im „Eichsfelder Marienkalender 1901“ veröffentlichte Hermann Iseke unter der Überschrift „Eichsfelder Sang“ zwei Lieder im Paralleldruck, die nach verschiedenen Melodien gesungen werden sollten. Der erste Teil nach der Melodie des bekannten Studentenliedes „O alte Burschenherrlichkeit“ und der zweite nach der Melodie des ebenfalls bekannten Reiterliedes „Wohlauf, Kameraden, aufs Pferd“ nach einem Text aus Wallensteins Lager von Friedrich Schiller, vermutlich in der Vertonung von Christian Jakob Zahn, die in damaligen Kommersbüchern zu finden war.
Dieser Kalender erschien bereits im 25. Jahrgang mit dem Untertitel „Jahrbuch für die Mitglieder des Allgemeinen Vereins der christlichen Familie“. Da diese Publikation auch einen Wandkalender für 1901 enthielt (vergleiche die Kopie des Titelblatts bei Keppler), muss der Kalender Ende des Jahres 1900 oder spätestens Anfang 1901 erschienen sein. Rechnet man die redaktionelle Vorbereitungszeit mit ein, so muss der Text spätestens um die Mitte des Jahres 1900 von Iseke verfasst worden sein und nicht erst 1902, wie in den meisten Veröffentlichungen zu lesen ist. Einen weiteren Hinweis kann möglicherweise ein Brief von Iseke an seinen Verleger F. W. Cordier geben, in dem er am 2. Juli 1900 sein Unverständnis äußert über eine von Cordier vorgesehene Anmerkung „Nachdruck verboten“. Tatsächlich erschien der „Eichsfelder Sang“ später mit genau dieser Bemerkung unterhalb der Überschrift.
Text und Melodie des Eichsfeldliedes sind allerdings seit 1978, nach Ablauf des 70. Kalenderjahres seit dem Tod Isekes 1907, nicht mehr durch das Urheberrecht geschützt.

### Der Text des Eichsfeldliedes
Im Folgenden wird nun der vollständige Text des Erstdrucks von Isekes „Eichsfelder Sang“ angeführt, von dem sich ein Exemplar im Stadtarchiv Heiligenstadt befindet. Heutige Publikationen bringen allerdings meist eine orthographisch modernisierte Fassung mit wechselnder Interpunktion und ohne den charakteristischen Sperrsatz des Wortes „Eichsfeld“ und anderer Wörter.
Der erste Teil von Isekes „Eichsfelder Sang“ ist der Text des populären Eichsfeldliedes.
| Eichsfelder Sang. Von Hermann Iseke. [Nachdruck verboten.] | Eichsfelder Sang. Von Hermann Iseke. [Nachdruck verboten.] |
| I. Mel.: „O alte Burschenherrlichkeit.“ | II. Mel.: „Wohlauf, Kameraden, aufs Pferd.“ |
| --- | --- |
| Bist du gewandert durch die Welt, Auf jedem Weg und Pfade, Schlugst auf in Nord und Süd dein Zelt, An Alp und Meergestade: Hast du mein Eichsfeld nicht geseh'n Mit seinen burggekrönten Höh'n Und kreuzfidelen Sassen, Dein Rühmen magst du lassen! Dort, wo die junge Leine fließt, Die Unstrut wallt zu Thale, Der Hülfensberg die Werra grüßt, Der Ohmberg seine Hahle, Die Wipper flutet durch die Au: Landauf, landab welch feine Schau Auf Thal und Hügelketten Und schmucke Siedelstätten! Beut auch die Scholle ihren Sold Oft karg der Müh', dem Schweiße: Nur frischer durch die Adern rollt Das Blut bei frohem Fleiße! Und ist die Welt nicht breit und lang? Hinaus mit Reff und Arbeitsdrang! Es zollt auch fremde Erde Das Gut dem heim'schen Herde! Dem Herd, an dem in frommer Zucht Die treue Gattin waltet Und Kindern, gleich des Ölbaums Frucht, Die Händchen betend faltet; Dem Haus, wo noch der Herrgott gilt, Und nicht nur, was den Magen stillt, Wo felsenfester Glaube Die Blicke hebt vom Staube. Eichsfelder mit Frohwanderblut Und liederreicher Kehle, Heim, heim steht all dein Herz und Mut, Dein Sinn und deine Seele, Heim, wo das Kreuz vom Hügel ragt Und dir von Gottes Liebe sagt! Schlägt deine letzte Stunde, Es sei auf Eichsfelds Grunde! | Wo schlägt, wo schlägt denn Deutschlands Herz? Wo lebt sein bestes Leben? O schau' nicht meer-, nicht alpenwärts, Schau' in die Mitten eben, \|: Wo zwischen Harz und Werrastrand Mein Eichsfeld ruht, mein Heimatland! :\| Hier hat sich Nord und Süd vermählt Zum wunderschönen Bilde In Land und Leuten: kraftgestählt, Und doch so weich und milde; \|: So leicht das Blut, so fest das Mark, Das Herz so gut, der Sinn so stark. :\| Steig auf die Höh'n mit Burg und Wald, Laß schweifen deine Augen, Des Landes herrliche Gestalt Ins frohe Herz zu saugen: \|: Nach Morgen, Mittag, Mitternacht Und Abend – alles lebt und lacht! :\| Wo schmal die junge Leine fließt, Die Unstrut wallt zu Thale, Der heil'ge Berg die Werra grüßt, Der Ohmberg seine Hahle, \|: Die Wipper durch die Auen rinnt: Heil dir, bist du des Landes Kind! :\| Des Volkes, das den König ehrt Und kniet vor seinem Gotte, Das nicht mit jedem Winde fährt Und trabt in jedem Trotte, \|: Das schwer oft mit der Scholle ringt Und doch so froh sein Danklied singt! :\| Und wandert's auch durch alle Welt, Bis zu dem Zaun der Erde: Mit treuem Herzen hängt und hält Es an dem heim'schen Herde, \|: Und hier im Kreuzesschatten will Es ruh'n in seinem Gotte still. :\| |

Auffällig ist auch, dass die zweite Strophe des ersten Teils große Ähnlichkeit hat mit der vierten Strophe des zweiten Teils. Das wirft die Frage auf nach der vom Autor beabsichtigten Aufführung. Dass beide Lieder hintereinander gesungen werden sollten, ist wegen der fast inhaltsgleichen Strophe kaum vorstellbar.

## Vertonungen
Der erste Teil des Textes wurde 1902 von Karl Wisniewski (1844 - 1904) vertont, einem Musiklehrer am Lehrerseminar in Heiligenstadt. Er schuf die noch heute populären Sätze für einstimmigen Chor mit Klavierbegleitung, vierstimmigen gemischten Chor, vierstimmigen Männerchor und zweistimmigen Kinderchor. Seine wachsende Bekanntheit verdankt das Lied auch den Studierenden des Lehrerseminars, die in den Gemeinden des Eichsfeldes oftmals die Gesangvereine und Chöre leiteten.
Mit steigender Popularität versuchten sich auch andere Komponisten an Isekes Text; den Erfolg von Wisniewskis Melodien konnte allerdings niemand wiederholen. Einzig die Komposition „Eichsfelder Sang“ Opus 20 von Ernst Klages aus dem Jahr 1909 erreichte einen gewissen Bekanntheitsgrad und wird auch heute noch manchmal von eichsfeldischen Gesangvereinen dargeboten. Von Klages erschienen Bearbeitungen für eine Singstimme mit Klavierbegleitung, gemischten Chor, Männerchor, dreistimmigen Frauen- oder Kinderchor sowie für zweistimmigen Kinderchor.
Eine Vertonung des zweiten Teiles für eine Singstimme mit Klavierbegleitung erfolgte 1921 durch Dr. Friedrich Mecke (1890 - 1965), einen Musiklehrer und Komponisten aus Duderstadt.

## Die zusätzliche sechste Strophe
Nach der Vertonung von Wisniewski wurde wohl von Hermann Iseke selbst eine weitere Strophe als neue sechste Strophe eingeschoben, die den zeitgenössischen Patriotismus widerspiegelt.
Wo des geliebten Kaisers Bild
Der Ehrenkranz umziehet
Und für des Reiches Wehr und Schild
Das Mannesherz erglühet.
So weit sich Deutschlands Himmel spannt,
Das hohe Lied vom Vaterland,
Wird's lauter wo gesungen
Von Alten und von Jungen?
Nach der Abdankung des Kaisers im November 1918 war der Inhalt dieser Strophe allerdings obsolet geworden und als Ernst Mehler 1923 die erste Auflage von dem später sehr populären „Eichsfelder Liederbuch“ herausgab, modifizierte er einige Zeilen, um die Strophe zu erhalten. Die neue Fassung lautete:
Wo deutsche Sitte, treu und hehr,
Nach Väterbrauch noch blühet,
Und für des Reiches Schild und Wehr
Das Männerherz erglühet.
So weit sich Deutschlands Himmel spannt,
Das hohe Lied vom Vaterland,
Wird's lauter wo gesungen
Von Alten und von Jungen?
In den Veröffentlichungen nach dem Zweiten Weltkrieg wird diese Strophe im Allgemeinen nicht mehr abgedruckt und heute auch nicht mehr gesungen.

## Wirkungsgeschichte

### Die Strophe des Untereichsfeldes
Anfang der 1950er Jahre dichtete Matthias Gleitze, der Oberkreisdirektor des damaligen Landkreises Duderstadt, eine weitere Strophe des Eichsfeldliedes für das Untereichsfeld. Diese wird als dritte Strophe in das Eichsfeldlied eingefügt und im Untereichsfeld gern gesungen. Mit „See“ in der 2. Zeile ist der Seeburger See gemeint. Der „Tabaksduft“ in der 6. Zeile bezieht sich darauf, dass das Untereichsfeld lange Zeit das nördlichste Tabakanbaugebiet in Deutschland war.
Sie lautet:
Die Gold'ne Mark um Duderstadt
Mit See und Rhumequelle
Vergiss nicht, wenn dich lenkt dein Pfad
Ins Eichsfeld mein Geselle.
Mit gold'nen Ähren spielt die Luft.
Du findest würz'gen Tabaksduft.
Und unter Eichen wachsen
Dort stolze Niedersachsen.

### Versuch einer Textneufassung
In Zusammenhang mit dem im Jahr 1955 geplanten Eichsfelder Liederbuch für Westdeutschland erschien eine den damaligen politischen Verhältnissen verpflichtete Neufassung des Textes von Ernst Mehler. Dieses aus fünf Strophen bestehende Lied konnte sich aber gegenüber der Urfassung von Iseke nicht durchsetzen.